# Lamponius nebulosus
Lamponius nebulosus är en insektsart som beskrevs av Tilgner, Camilo och Moxey 2000. Lamponius nebulosus ingår i släktet Lamponius och familjen Pseudophasmatidae. Inga underarter finns listade i Catalogue of Life.